# Universitat de Massachusetts
La Universitat de Massachusetts, abreujada UMass, és un grup universitari públic de Massachusetts de cinc campus a diferents ciutats on s'ubiquen quatre universitats, una escola de medicina i una escola de dret. Els campus es troben a les ciutats d'Amherst, Lowell, Boston, Dartmouth i Worcester. També té un campus satèl·lit a Springfield, adscrit al campus principal d'Amherst. El sistema compta amb l'acreditació de la New England Association of Schools and Colleges i tots els seus campus sumaven 71.000 estudiants el 2012, i 75,431 l'any acadèmic del 2020-2021.

## El sistema d'universitats, escoles i campus
Les quatre universitats o seus distribuïdes en cinc campus d'aquest sistema universitari públic de Massachusetts son:
- Universitat de Massachusetts a Amherst (University of Massachusetts at Amherst, o simplement University of Massachusetts Amherst, o UMass Amherst) -que no s'ha de confondre amb la privada Universitat d'Amherst (Amherst College)-, i el seu campus satèl·lit de Springfield:
  - Universitat de Massachusetts Amherst, Centre de Springfield (UMass Amherst Center at Springfield)
- Universitat de Massachusetts a Lowell (University of Massachusetts at Lowell, o simplement University of Massachusetts Lowell, o UMass Lowell)
- Universitat de Massachusetts a Boston (University of Massachusetts at Boston, o simplement University of Massachusetts Boston, o UMass Boston) - no s'ha de confondre amb la privada Universitat de Boston (Boston University).
- Universitat de Massachusetts a Dartmouth (University of Massachusetts at Dartmouth, o simplement University of Massachusetts Dartmouth, o UMass Dartmouth) - no s'ha de confondre amb la privada Universitat de Dartmouth (Dartmouth College), a Nou Hampshire.

Compta també amb dues escoles especialitzades, en medecina i dret:
- Escola Chan de Medecina de la Universitat de Massachusetts (UMass Chan Medical School), a Worcester, l'única escola de medecina pública de l'estat de Massachusetts.
- Escola de Dret de la Universitat de Massachusetts (UMass Law), a North Dartmouth, forma part de la seu de UMass Dartmouth.

La seu principal, on es troba la majoria d'estudiants, és a Amherst, seguida de Lowell i Boston. Les seus de Dartmouth i Worcester son més petites.
També hi ha la UMass Online o, més expandida, la UMass Global, la seva universitat oberta (és a dir, principalment en línia).

## Més informació
El sistema UMass estava situat a la posició 42 en un rànquing del 2013 del The Times World University Rankings. Obtingué la posició 19 entre les millors universitats del món segons el World Reputation Ranking del Times de Londres el 2011.

## Investigació
El 2012, l'estat de Massachusetts va invertir 607 milions de dòlars en bons per impulsar projectes d'investigació d'alta qualitat i millorar les instal·lacions de recerca.
El 2012, les despeses en investigació de la universitat van ser properes als 600 milions de dòlars.